# Prix Curt-Siodmak
Le prix Curt-Siodmak (en allemand Curt-Siodmak-Preis) est un prix de science-fiction décerné chaque année depuis 2003 par le Club allemand de science-fiction (Science Fiction Club Deutschland) et la maison d'édition autrichienne Thomas-Sessler-Verlag à l’occasion d’un congrès annuel ; ce prix n'est pas doté.
Le prix a été attribué pour la dernière fois en 2022.

## Nom du prix
Le prix Curt-Siodmak doit son nom à l’écrivain et scénariste allemand Curt Siodmak, émigré aux États-Unis en 1933, qui s'était distingué par deux romans de science-fiction portés à l'écran : FP1 antwortet nicht [La plateforme FP1 ne répond pas] (1932) et Donovan's Brain [Le cerveau du Nabab] (1942).
Le prix Curt-Siodmak est composé de trois catégories qui priment des œuvres audio-visuelles de science-fiction diffusées en Allemagne l’année précédente : 1) meilleur film de science-fiction, 2) meilleure série télévisée de science-fiction, 3) meilleure production allemande de science-fiction.

## Palmarès

### Meilleur film de science-fiction
- 2003 : Minority Report, film américain par Steven Spielberg
- 2004 : Solaris, film américain par Steven Soderbergh d'après Stanislas Lem
- 2005 : Les Indestructibles, film d'animation américain par Brad Bird
- 2006 : Serenity, film américain par Joss Whedon
- 2007 : Les Fils de l'homme, film américain par Alfonso Cuarón
- 2008 : Le Prestige, film américain par Christopher Nolan
- 2009 : WALL-E, film d'animation américain par Andrew Stanton
- 2010 : Avatar, film américain par James Cameron
- 2011 : Inception, film américano-britannique par Christopher Nolan
- 2012 : La Planète des singes : Les Origines, film américain par Rupert Wyatt
- 2013 : Cloud Atlas, film germano-américano par Andy et Lana Wachowski et Tom Tykwer
- 2014 : Gravity, film américano-britannique par Alfonso Cuarón
- 2015 : Les Gardiens de la Galaxie, film américain par James Gunn
- 2016 : Seul sur Mars, film américain par Ridley Scott
- 2017 : Premier contact, film américain par Denis Villeneuve
- 2018 : Blade Runner 2049, film américain par Denis Villeneuve
- 2019 : Ready Player One, film américain par Steven Spielberg
- 2020 : Alita: Battle Angel, film américain par Robert Rodriguez
- 2021 : prix non décerné
- 2022 : Dune, film américain par Denis Villeneuve

### Meilleure série de science-fiction
- 2003 : X-Files
- 2004 : Stargate SG-1
- 2005 : Star Trek : Enterprise
- 2006 : Star Trek : Enterprise
- 2007 : Battlestar Galactica
- 2008 : Battlestar Galactica
- 2009 : Battlestar Galactica
- 2010 : Battlestar Galactica
- 2011 : Fringe
- 2012 : Ijon Tichy: Raumpilot. Die Sternentagebücher, série télévisée allemande par Randa Chahoud, Dennis Jacobsen et Oliver Jahn, librement adaptée des nouvelles éponymes de Stanislas Lem, Mémoires d'Ijon Tichy
- 2013 : Fringe
- 2014 : Doctor Who
- 2015 : Doctor Who
- 2016 : Doctor Who
- 2017 : Doctor Who
- 2018 : The Expanse
- 2019 : The Orville
- 2020 : Dark
- 2021 : The Expanse
- 2022 : Star Trek: Lower Decks

### Meilleure production allemande de science-fiction
- 2003 : prix non décerné
- 2004 : Anatomie, film allemand par Stefan Ruzowitzky
- 2005 : Traumschiff Surprise, comédie allemande par Michael Bully Herbig
- 2006 : prix non décerné
- 2007 : prix non décerné
- 2008 : prix non décerné
- 2009 : prix non décerné
- 2010 : Fanboys, comédie américaine qui met en scène trekkies et fans de starwars. Ce prix spécial a été décerné pour le regard humoristique porté sur le fandom
- 2011 : Pandorum, film allemand par Chritian Alvart
- 2012 : Ijon Tichy: Raumpilot. Die Sternentagebücher, série télévisée allemande par Randa Chahoud, Dennis Jacobsen et Oliver Jahn, librement adaptée des nouvelles éponymes de Stanislas Lem, Mémoires d'Ijon Tichy
- 2013 : Allein gegen die Zeit, série télévisée allemande
- 2014 : prix non décerné
- 2015 : Der kleine Medicus – Bodynauten auf geheimer Mission im Körper, film allemand
- 2016 : prix non décerné
- 2017 : prix non décerné
- 2018 : prix non décerné
- 2019 : prix non décerné
- 2020 : prix non décerné
- 2021 : prix non décerné
- 2022 : prix non décerné